# Actium pacificum
Actium pacificum är en skalbaggsart som beskrevs av Thomas Casey 1894. Actium pacificum ingår i släktet Actium och familjen kortvingar. Inga underarter finns listade i Catalogue of Life.